# Пенаш-Ройяш
Пенаш-Ройяш (порт. Penas Roias; МФА: [ˈpe.nɐʒ ˈʁoj.ɐʃ]) — парафія в Португалії, у муніципалітеті Могадору. Розташована в північно-східній частині країни, на теренах історичної португальської провінції Трансмонтана. Входить до складу округу Браганса. За адміністративним поділом, чинним до 1976 року, терени парафії були складовою провінції Трансмонтана і Верхнє Дору. Належить до Брагансько-Мірандської діоцезії Католицької церкви. Патрон — Іван Хреститель. Площа — 33,2796 км². Населення — 382 ос. (2011). Слабо урбанізований регіон. Густота населення — 11,48 осіб/км²
. Код — 040812.

## Населення
| Кількість мешканців | Кількість мешканців | Кількість мешканців | Кількість мешканців | Кількість мешканців | Кількість мешканців | Кількість мешканців | Кількість мешканців | Кількість мешканців | Кількість мешканців | Кількість мешканців | Кількість мешканців | Кількість мешканців | Кількість мешканців | Кількість мешканців |
| ------------------- | ------------------- | ------------------- | ------------------- | ------------------- | ------------------- | ------------------- | ------------------- | ------------------- | ------------------- | ------------------- | ------------------- | ------------------- | ------------------- | ------------------- |
| 1864                | 1878                | 1890                | 1900                | 1911                | 1920                | 1930                | 1940                | 1950                | 1960                | 1970                | 1981                | 1991                | 2001                | 2011                |
| 549                 | 642                 | 597                 | 653                 | 667                 | 637                 | 609                 | 804                 | 836                 | 801                 | 625                 | 773                 | 569                 | 459                 | 382                 |